# Euanisia mesacarrioni
Euanisia mesacarrioni är en tvåvingeart som beskrevs av Blanchard 1947. Euanisia mesacarrioni ingår i släktet Euanisia och familjen parasitflugor.
Artens utbredningsområde är Uruguay. Inga underarter finns listade i Catalogue of Life.